# Гігантський буревісник
Гігантський буревісник (Macronectes) — рід великих морських птахів родини альбатросових (Diomedeidae). До 1966 року розглядався як один вид, проте потім був розділений на два види: буревісник велетенський (Macronectes halli) і буревісник гігантський (Macronectes giganteus). Представники — найбільші птахи родини, ймовірно разом з фульмарами (Fulmarus) формують окрему групу від решти буревісників. Поширені в південній півкулі, проте південний гігантський буревісник гніздиться південніше, переважно в Антарктиді. Обидва види досить агресивні хижаки які харчуються переважно пташенятами пінгвіна. 